# Lyndon Johnston
Lyndon Johnston (* 4. Dezember 1961 in Hamiota, Manitoba) ist ein ehemaliger kanadischer Eiskunstläufer, der im Paarlauf startete.
Johnston trat mit drei verschiedenen Eiskunstlaufpartnerinnen international in Erscheinung. Seine erste Eiskunstlaufpartnerin war von 1982 bis einschließlich 1985 Melinda Kunhegyi. 1984 und 1985 wurden sie kanadische Vizemeister im Paarlauf. Die Olympischen Spiele 1984 in Sarajevo beendeten sie auf dem 12. Platz und bei ihrer einzigen Weltmeisterschaft belegten sie 1985 den fünften Platz.
Ab 1986 bis einschließlich 1988 lief Johnston an der Seite von Denise Benning. 1986 und 1987 wurden sie kanadische Vizemeister hinter Cynthia Coull und Mark Rowsom. Von 1986 bis 1988 nahmen sie an Weltmeisterschaften teil und beendeten sie immer auf dem fünften Platz. Bei den Olympischen Spielen 1988 in Calgary wurden sie Sechste.
Johnstons letzte Eiskunstlaufpartnerin wurde ab 1989 bis einschließlich 1990 Cindy Landry. Trotz der kurzen Zeit, war er mit ihr am erfolgreichsten. 1989 wurde das Paar kanadischer Vizemeister hinter Isabelle Brasseur und Lloyd Eisler und 1990 schließlich kanadischer Meister. Bei ihrer ersten gemeinsamen Weltmeisterschaft wurden Johnston und Landry 1989 in Paris auf Anhieb Vize-Weltmeister hinter Jekaterina Gordejewa und Sergei Grinkow aus der Sowjetunion. 1990 reichte es bei der Weltmeisterschaft jedoch nur noch zum neunten Platz, woraufhin sie ihre Karriere beendeten.

## Ergebnisse

### Paarlauf
(bis 1985 mit Melinda Kunhegyi, von 1986 bis 1988 mit Denise Benning, ab 1989 mit Cindy Landry)
| Wettbewerb / Jahr          | 1984 | 1985 | 1986 | 1987 | 1988 | 1989 | 1990 |
| -------------------------- | ---- | ---- | ---- | ---- | ---- | ---- | ---- |
| Olympische Winterspiele    | 12.  |      |      |      | 6.   |      |      |
| Weltmeisterschaften        |      | 5.   | 5.   | 5.   | 5.   | 2.   | 9.   |
| Kanadische Meisterschaften | 2.   | 2.   | 2.   | 2.   | 3.   | 2.   | 1.   |